# Lower Mississippi River Museum
Le Lower Mississippi River Museum est un musée maritime, créé en 2012 et situé au bord du fleuve Mississippi à Vicksburg dans le Mississippi.
Le Water Resources Development Act de 1992 (en) a autorisé la création et l'ouverture du Lower Mississippi River Museum and Riverfront Interpretive Site. La consultation a été dirigée avec la Smithsonian Institution dans la planification et la conception du musée et du site et avec le Département de l'Intérieur des États-Unis et le National Park Service dans la planification, la conception et la mise en œuvre des programmes d'interprétation. Le musée est le premier du genre aux États-Unis car il est le premier et le seul musée à entretenir et à abriter un bateau fluvial entièrement restauré et en cale sèche.

## Description
Le musée présente aux visiteurs la vie entourant le fleuve Mississippi à travers des expositions interactives.
- Théâtre d'orientation qui propose ce qui a changé sur le Mississippi au fil des ans.
- Exposition sur la grande inondation de 1927, la plus destructrice des États-Unis.
- Aquarium présentant les poissons originaires du fleuve.

## M/V Mississippi IV

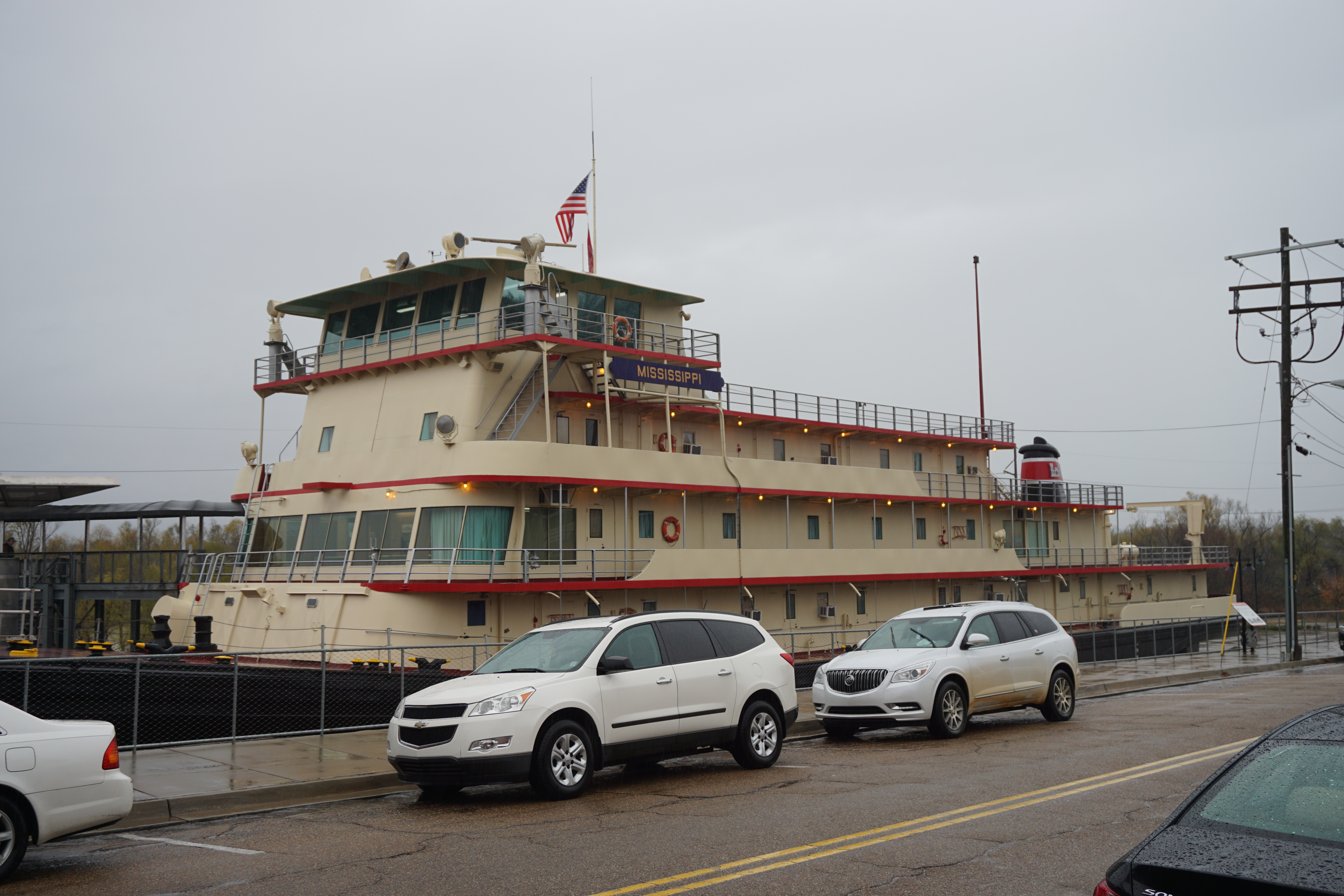
M/V Mississippi IV

Le MV Mississippi est le quatrième navire du Corps du génie de l'armée des États-Unis à porter ce nom. C'est un remorqueur à moteur diesel avec une superstructure tout en acier. Propulsé par deux moteurs 8 cylindres, chacun de 1.860 chevaux, pour plus de maniabilité, il utilisait des hélices à pas réglable qui lui permettaient de générer une poussée inverse de plus de 70 % vers l'avant. Les quatre niveaux de la superstructure sont le rouf principal, le deuxième rouf, le rouf Texas et le poste de pilotage. Il a servi de remorqueur et de navire d'inspection jusqu'à sa mise hors service en 1993. Le 26 septembre 2007, il a été déplacé vers son emplacement permanent sur le terrain du musée.